# Hartley (Sevenoaks)
Hartley es una parroquia civil y un pueblo del distrito de Sevenoaks, en el condado de Kent (Inglaterra).

## Geografía
Según la Oficina Nacional de Estadística británica, Hartley tiene una superficie de 5,54 km².

## Demografía
Según el censo de 2001, Hartley tenía 5395 habitantes (47,51% varones, 52,49% mujeres) y una densidad de población de 973,83 hab/km². El 18,48% eran menores de 16 años, el 71,6% tenían entre 16 y 74 y el 9,92% eran mayores de 74. La media de edad era de 43,54 años. Del total de habitantes con 16 o más años, el 20,05% estaban solteros, el 63,05% casados y el 16,89% divorciados o viudos.
El 96,11% de los habitantes eran originarios del Reino Unido. El resto de países europeos englobaban al 1,46% de la población, mientras que el 2,43% había nacido en cualquier otro lugar. Según su grupo étnico, el 97,83% eran blancos, el 0,43% mestizos, el 1,39% asiáticos, el 0,15% negros, el 0,15% chinos y el 0,06% de cualquier otro. El cristianismo era profesado por el 79,04%, el budismo por el 0,32%, el hinduismo por el 0,52%, el judaísmo por el 0,13%, el islam por el 0,22%, el sijismo por el 0,46% y cualquier otra religión por el 0,2%. El 11,99% no eran religiosos y el 7,12% no marcaron ninguna opción en el censo.
2385 habitantes eran económicamente activos, 2311 de ellos (96,9%) empleados y 74 (3,1%) desempleados. Había 2145 hogares con residentes y 21 vacíos.